# Martín Muñoz de las Posadas
Martín Muñoz de las Posadas – gmina w Hiszpanii, w prowincji Segowia, w Kastylii i León, o powierzchni 45,59 km². W 2011 roku gmina liczyła 377 mieszkańców.